# 上河内 (海老名市)
上河内（かみごうち）は、神奈川県海老名市の大字。

## 地理
市内南部に位置する。一帯は相模平野のほぼ中央部で、地内を永池川が流れる。
北で今里・杉久保、東で杉久保南、南東で本郷、南で中河内、西で社家にそれぞれ隣接する（いずれも海老名市）。

### 河川
- 永池川

## 歴史

### 地名の由来
「河内」の名は、永池川と相模川の間に位置することに由来するといわれている。

### 沿革
- 江戸時代 - 高座郡上河内村成立。
- 1871年（明治4年） - 上河内村、佐倉県を経て神奈川県に所属。
- 1889年（明治22年）4月1日 - 町村制施行により高座郡有馬村大字上河内となる。
- 1955年（昭和30年）7月20日 - 有馬村が海老名町と合併し、海老名町の大字となる。
- 1971年（昭和46年）11月1日 - 海老名町が市制施行し、海老名市となる。
- 2009年（平成21年）3月2日 - 南東の一部を杉久保南五丁目に編入[注 2][5]。

## 世帯数と人口
2023年（令和5年）1月1日現在（海老名市発表）の世帯数と人口は以下の通りである。
| 大字   | 世帯数  | 人口  |
| ------ | ------- | ----- |
| 上河内 | 124世帯 | 309人 |

### 人口の変遷
国勢調査による人口の推移。
| 年                 | 人口 |
| ------------------ | ---- |
| 1995年（平成7年）  | 262  |
| 2000年（平成12年） | 233  |
| 2005年（平成17年） | 227  |
| 2010年（平成22年） | 244  |
| 2015年（平成27年） | 305  |
| 2020年（令和2年）  | 318  |

### 世帯数の変遷
国勢調査による世帯数の推移。
| 年                 | 世帯数 |
| ------------------ | ------ |
| 1995年（平成7年）  | 72     |
| 2000年（平成12年） | 73     |
| 2005年（平成17年） | 78     |
| 2010年（平成22年） | 79     |
| 2015年（平成27年） | 120    |
| 2020年（令和2年）  | 125    |

## 学区
市立小・中学校に通う場合、学区は以下の通りとなる（2022年12月時点）。
| 番地                     | 小学校               | 中学校               |
| ------------------------ | -------------------- | -------------------- |
| 1～32 100～126 211～1093 | 海老名市立有馬小学校 | 海老名市立有馬中学校 |
| 33～99 127～210          | 海老名市立社家小学校 | 海老名市立有馬中学校 |

## 事業所
2021年（令和3年）現在の経済センサス調査による事業所数と従業員数は以下の通りである。
| 大字   | 事業所数 | 従業員数 |
| ------ | -------- | -------- |
| 上河内 | 40事業所 | 816人    |

### 事業者数の変遷
経済センサスによる事業所数の推移。
| 年                 | 事業者数 |
| ------------------ | -------- |
| 2016年（平成28年） | 37       |
| 2021年（令和3年）  | 40       |

### 従業員数の変遷
経済センサスによる従業員数の推移。
| 年                 | 従業員数 |
| ------------------ | -------- |
| 2016年（平成28年） | 842      |
| 2021年（令和3年）  | 816      |

## 交通
地内を通過する鉄道路線はない。最寄駅は社家駅。

### バス
- 神奈川中央交通
  - 長16系統 長後駅西口・海老名駅行
- 神奈川中央交通・相鉄バス
  - 海老名駅 - 寒川駅間の実証運行路線が地内を通過するが、停留所はない。

### 道路
主要地方道
- 神奈川県道43号藤沢厚木線 - 地内東から北西へ抜ける。東部では杉久保南との境界をなす。

一般県道
- 神奈川県道408号社家停車場線 - 地内西部で43号と合流する。

## 施設
- コカ・コーライーストジャパンプロダクツ海老名工場（旧富士コカ・コーラボトリング本社）
- 海老名市消防本部南分署
- さくら愛子園
- 海老名市南部学校給食センター
- 定国寺

## その他

### 日本郵便
- 郵便番号 : 243-0415[3]（集配局 : 綾瀬郵便局[15]）。